# Bach vom Hochkreuz
Der Bach vom Hochkreuz ist ein 1,6 Kilometer langer, orographisch rechter Zufluss des
Kaselbaches in der Eifel in Rheinland-Pfalz.
Das Wassereinzugsgebiet hat eine Größe von 1,6 Quadratkilometern, die Fließgewässerkennziffer ist 2674812.

## Verlauf
Der Bach vom Hochkreuz entspringt auf einer Höhe von etwa 230 m ü. NHN nordöstlich von Bekond an der Gemeindegrenze zu Klüsserath. Er fließt gewunden, von einer offenbar gepflanzten Galerie und meist auch von einem Feldweg begleitet in nordwestliche Richtungen durch landwirtschaftliche Flur erst von Bekond, dann von Hetzerath.
Zuletzt unterquert er nahe der Anschlussstelle Föhren die Bundesautobahn 1, durchquert eine mehr und mehr von Bäumen und Hecken überwachsene Brachlandfläche und mündet schließlich auf einer Höhe von ungefähr 191 m nördlich von Bekond und neben der L 141 auf der Gemarkung Hetzerath von rechts in den oberen Kaselbach.
Unmittelbar gegenüber der Landesstraße schließt der große Industriepark Region Trier an. Der Ortsrand von Bekind liegt etwa einen Kilometer südlich und wenig ferner im Südwesten der Ortsteil Föhren-Hochkreuz von Föhren.